# Ramen Akaneko
Ramen Akaneko (ラーメン赤猫, Ramen Aka Neko) est une série de manga écrite et illustrée par Angyaman. Il est d'abord sérialisé en tant que bande dessinée indépendante publiée sur le site de manga Shōnen Jump+ de Shueisha en mars 2022. Il est ensuite devenu une série à part entière en octobre 2022. Une adaptation en série animée par E&H Production (en) est prévue pour juillet 2024.

## Synopsis
Ramen Akaneko est centré sur un magasin de ramen créé et géré par des chats qui parlent. Le récit est centré sur Tamako Yashiro, une jeune femme humaine qui travaille à temps partiel dans les coulisses, la série se concentre sur les pitreries quotidiennes de cette dernière et de ses collègues félins : Bunzo, le chef cuisinier, Sasaki, le propriétaire et expert en finances et en affaires, Sabu, le sous-chef, Hana, le responsable du service à la clientèle, et Krishna, un tigre chargé de fabriquer les nouilles des ramen.

## Personnages
- Bunzo (文蔵)
- Sasaki (佐々木)
- Sabu (サブ)
- Hana (ハナ)
- Krishna (クリシュナ, Kurishuna)
- Tamako Yashiro (社珠子, Yashiro Tamako)

## Manga
Écrit et illustré par Angyaman, Ramen Akaneko est initialement publié sur le site Jump Rookie de Shūeisha du 26 novembre 2021 au 20 février 2022. Il commence ensuite à être sérialisé en tant que bande dessinée indépendante publiée sur le site de manga Shōnen Jump+ de Shūeisha le 14 mars 2022. Il est ensuite promu à une sérialisation régulière le 2 octobre 2022. Ses chapitres sont rassemblés en sept volumes en mars 2024.
La série est publiée numériquement en anglais sur l'application Manga Plus de Shūeisha. La série est également publiée en France par Kurokawa.

## Anime
Une adaptation en anime est annoncée le 27 novembre 2023,. Elle est ensuite confirmée lors de la Jump Festa 2024 comme étant une série télévisée produite par Good Smile Company et E&H Production et réalisée par Hisatoshi Shimizu, avec Toru Kubo supervisant les scénarios de la série, Michinori Chiba dessinant les personnages et Hirotaka Matsuoka composant la musique. La première est prévue pour le 4 juillet 2024 sur TBS et ses filiales.

## Réception
La série est nommée pour la huitième édition des Next Manga Awards en 2022 dans la catégorie web manga et se classe cinquième sur 50 nommés. La série est également classée quinzième dans le Nationwide Bookstore Employees' Recommended Comics of 2023 (bandes dessinées recommandées par les employés de la librairie nationale en 2023). Elle se classe dix-neuvième dans la liste des meilleurs mangas de 2024 pour les lecteurs masculins du mook Kono Manga ga sugoi! publié par Takarajimasha.